# Deja Vu (canção de Olivia Rodrigo)
"Deja Vu" (estilizada em letras minúsculas) é uma canção gravada pela cantora norte-americana Olivia Rodrigo. Foi lançado pela Geffen e Interscope Records em 1 de abril de 2021, como o segundo single do álbum de estreia de Rodrigo, Sour. A canção foi anunciada em seu site e por meio de suas contas de mídia social em 29 de março de 2021. A canção é a sucessora de seu single de estreia de sucesso global, "Drivers License". A faixa contém uma interpolação da canção "Cruel Summer", da cantora estadunidense Taylor Swift, com ela, Jack Antonoff e St. Vincent creditados na composição.
Uma canção pop psicodélico e pop rock, "Deja Vu" vê Rodrigo questionar um ex-namorado, que está buscando um relacionamento diferente, sobre seu déjà vu quando ele se comporta com seu novo interesse amoroso da mesma maneira que fez com Rodrigo. A canção recebeu aclamação da crítica após o lançamento. O vídeo musical que acompanha é ambientado em Malibu, Califórnia, e retrata a nova namorada do sujeito imitando todos os estilos e hábitos de Rodrigo.
"Deja Vu" debutou na 8ª posição (alcançando o 3º lugar após o lançamento de Sour) na Billboard Hot 100 dos EUA, marcando o segundo single consecutivo de Sour a entrar no top 10 da parada, depois de "Drivers License"; Rodrigo também se tornou o primeiro ato da história a estrear seus dois primeiros singles no top 10 da Billboard Hot 100. Em outros lugares, o single alcançou o top 10 na Austrália, Canadá, Irlanda, Malásia, Nova Zelândia, Singapura e Reino Unido.

## Antecedentes e promoção
Olivia Rodrigo assinou com a Geffen Records, uma subsidiária da Interscope Records, com a intenção de lançar seu primeiro EP em 2021. Ela co-escreveu a canção "Drivers License" com seu produtor Dan Nigro, e lançou como seu single de estreia em janeiro de 2021, para o sucesso comercial. A revista Billboard o declarou como um dos hits "mais dominantes" na história da Hot 100.
Rodrigo começou a especular um single apagando todas as publicações da sua conta do Instagram e postando teasers enigmáticos em suas contas nas redes sociais no final de março de 2021; em 29 de março, ela anunciou que se chamaria "Deja Vu" e definiu uma data de lançamento de três dias depois, garantindo aos fãs que o anúncio não era uma piada do Dia da Mentira. Rodrigo revelou a capa na mesma publicação. Rodrigo postou três teasers antes do anúncio, apresentando uma casquinha de sorvete derretendo, nuvens à deriva e um carro sendo dirigido ao longo do oceano, que foi interpretado como uma referência à letra de "Deja Vu" por Steffanee Wang de Nylon. Em uma entrevista ao MTV News, Rodrigo afirmou que a canção "definitivamente não é como 'Drivers License'", e que estava animada e nervosa com o público vendo um aspecto diferente de sua arte nela. Além disso, em uma entrevista à Rolling Stone, Rodrigo mencionou que a ponte da canção foi influenciada por "Cruel Summer", uma canção do sétimo álbum de estúdio de Taylor Swift, Lover.

## Composição

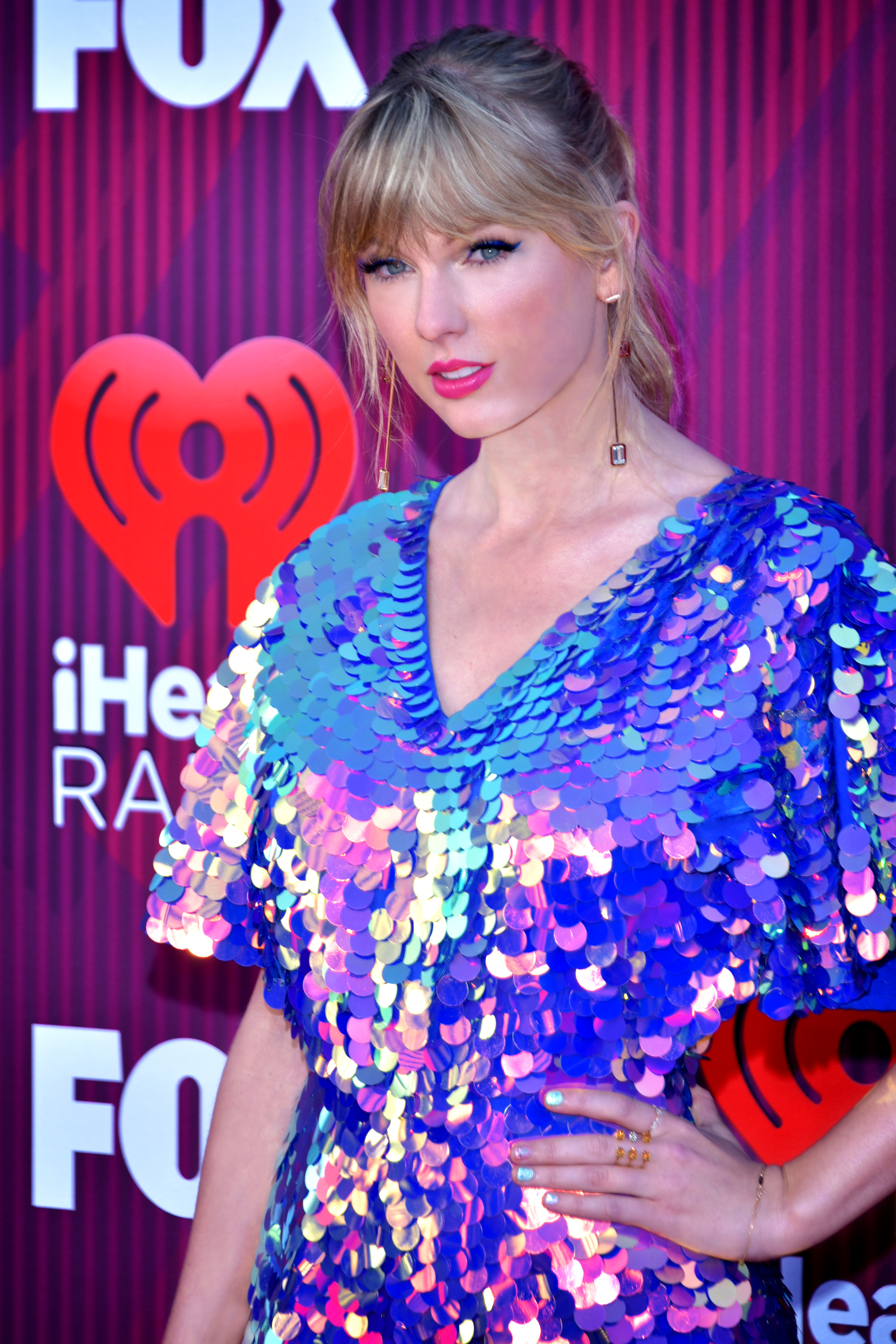
A ponte em "Deja Vu" foi inspirada na de "Cruel Summer", a canção de 2019 de Taylor Swift.

"Deja Vu" é descrita como uma canção pop psicodélico, pop rock e art pop, enquanto outras fontes observam influências alternativas. Ele contém letras que giram em torno de um coração partido. Em "Deja Vu", Rodrigo se dirige a um ex-namorado que atualmente está buscando um relacionamento diferente e lembra como ele está repetindo coisas que ele fez com ela, como dirigir até a costa da Califórnia, tomar sorvete de morango, trocar jaquetas, assistir reprises da série de televisão Glee, e ouvir "Uptown Girl" de Billy Joel.

## Recepção crítica
"Deja Vu" foi recebida com aclamação da crítica após seu lançamento. Quinn Moreland do Pitchfork afirmou que com "Deja Vu", Rodrigo provou ser o "próximo peso pesado da música pop", elogiando a produção "deliciosamente sedutora" da música e a considerou uma "catarse peculiar" e "atrevida". Tom Breihan, do Stereogum, elogiou sua mudança estilística de ritmo de "Drivers License", descrevendo-a como um "banger pop vertiginoso e agitado com um refrão eufórico-cantante", embora também tenha notado seu assunto semelhante. Tatiana Tenreyro do The A.V.  Club elogiou a faixa como uma melhoria em relação ao single de estreia, afirmando que "Deja Vu é uma faixa deslumbrante e brilhante que parece um casamento entre Taylor Swift e Radiohead".

## Desempenho comercial
"Deja Vu" estreou em 8º lugar na parada Billboard Hot 100 dos EUA, fazendo de Rodrigo o primeiro artista da história a estrear seus dois primeiros singles no top 10 da Billboard Hot 100.
No Reino Unido, o single estreou no número 27 na UK Singles Chart após sua primeira semana completa de acompanhamento, antes de subir para o 11º lugar na Official Singles Chart, tornando-se a segunda canção de Rodrigo no top 20 da parada. Após o lançamento de seu álbum parente, a música atingiu um novo pico de número 4 na parada. Na Irlanda, "Deja Vu" alcançou a segunda posição na Irish Singles Chart.
Na Austrália, "Deja Vu" foi lançado em 13º lugar após sua primeira semana completa de acompanhamento, em seguida, subiu para a posição 6 três semanas depois, marcando para Rodrigo sua segunda música no top 10 do país. Após o lançamento de Sour, "Deja Vu" atingiu um novo pico de número 3.

## Vídeo musical

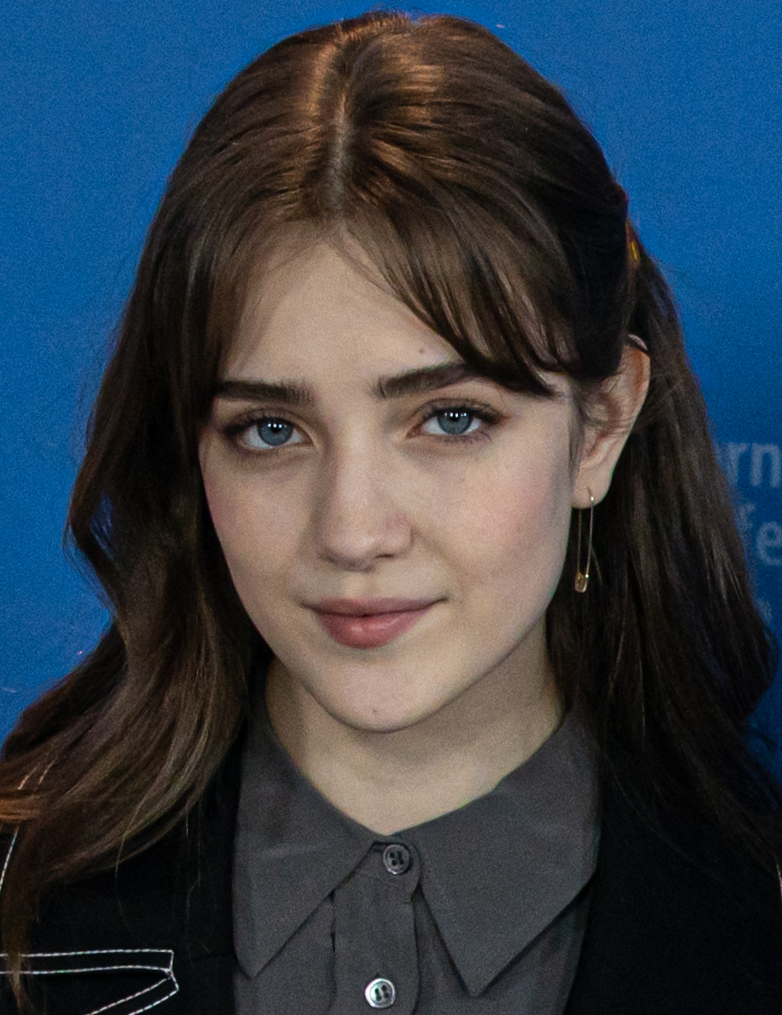
Talia Ryder at the Berlin International Film Festival in 2020

Antes de "Deja Vu" ser lançada, Rodrigo foi ao YouTube e à MTV para estrear seu novo single, e disse que eles gravaram o vídeo de "Deja Vu" em Malibu. O videoclipe foi dirigido por Allie Avital, e contou com a participação da atriz Talia Ryder. O vídeo primeiro mostra Olivia depois de tirar sua "carteira de motorista", com a mão direita segurando sorvete e a esquerda no volante, enquanto ela dirige até uma casa. Outra garota pisca no espelho retrovisor. Na casa, ela espia pela janela e sorri para a garota lá dentro que está usando um vestido verde, aparentemente lembrando. Quando a outra garota se vira, Olivia enfrenta uma realização. Ela dirige de volta para sua casa e coloca o vestido verde. Ela entra em uma sala com muitas TVs empilhadas umas sobre as outras, reproduzindo fitas VHS da garota que viu. Quando ela retrocede o vídeo, mostra exatamente a mesma coisa, exceto ela e não a outra garota. Eventualmente, ela fica chocada que a garota está substituindo todas as memórias que ela tem e quebra as TVs com um martelo. Quando ela termina, resta apenas uma TV, mostrando a outra garota no carro dublando as palavras: "Eu sei que você tem déjà vu." A cena final mostra a cena inicial, exceto que a outra garota está dirigindo e não Olivia. Em maio de 2021, o vídeo tinha mais de 80 milhões de visualizações.

## Créditos e pessoal
Créditos adaptados do encarte de Sour e do Tidal.
Studio locations
- Gravado no Amusement Studios (Los Angeles)
- Bateria gravada no Heavy Duty Studios (Burbank)
- Mixado no SOTA Studios (Los Angeles)
- Masterizado no Sterling Sound (New York)

Personnel
- Olivia Rodrigo – composição, vocais, vocais de apoio
- Dan Nigro – composição, produção, gravação, violão, guitarra elétrica, Wurlitzer, baixo, programação de bateria, Juno 60, vocais de apoio, percussão
- Taylor Swift - composição
- Jack Antonoff - composição
- Anne Clark - composição
- Dan Viafore – assistente de engenharia
- Jam City – órgão, guitarra
- Ryan Linvill – flauta, saxofone
- Sterling Laws – gravação de bateria
- Chis Kaych – engenharia de bateria
- Jasmine Chen – engenharia de bateria
- Mitch McCarthy – mixagem
- Randy Merrill – masterização

## Posições nas tabelas musicais
| Tabela musical (2021)                        | Melhor posição |
| -------------------------------------------- | -------------- |
| Billboard Global 200                         | 3              |
| Alemanha (Media Control AG)                  | 55             |
| Argentina (Argentina Hot 100)                | 61             |
| Austrália (ARIA)                             | 3              |
| Áustria (Ö3 Austria Top 40)                  | 31             |
| Bélgica (Ultratip de Flandres)               | 1              |
| Canadá (Canadian Hot 100)                    | 9              |
| Chéquia (Singles Digitál Top 100)            | 30             |
| Dinamarca (Tracklisten)                      | 37             |
| Eslováquia (Singles Digitál Top 100)         | 27             |
| Estados Unidos (Billboard Hot 100)           | 3              |
| Estados Unidos (Billboard Adult Top 40)      | 22             |
| Estados Unidos (Billboard Mainstream Top 40) | 16             |
| Grécia (IFPI)                                | 19             |
| Hungria (Stream Top 40)                      | 26             |
| Irlanda (IRMA)                               | 2              |
| Japão (Billboatd Japan Hot Overseas)         | 4              |
| Lituânia (AGATA)                             | 17             |
| Malásia (RIM)                                | 6              |
| Nova Zelândia (Recorded Music NZ)            | 3              |
| Noruega (VG-lista)                           | 17             |
| Países Baixos (Single Top 100)               | 33             |
| Panamá (Monitor Latino)                      | 14             |
| Portugal (AFP)                               | 21             |
| Reino Unido (OCC)                            | 4              |
| Singapura (RIAS)                             | 3              |
| Suécia (Sverigetopplistan)                   | 52             |
| Suíça (Schweizer Hitparade)                  | 41             |

## Certificações
| País (Empresa)        | Certificação |
| --------------------- | ------------ |
| Canadá (Music Canada) | Ouro         |
| Estados Unidos (RIAA) | Ouro         |
| Nova Zelândia (RMNZ)  | Ouro         |

## Histórico de lançamento
| Região         | Data                | Formatos                   | Gravadoras             | Ref.         |
| -------------- | ------------------- | -------------------------- | ---------------------- | ------------ |
| Várias         | 1 de abril de 2021  | Download digital streaming | Geffen                 | [ 9 ] [ 63 ] |
| Austrália      | 2 de abril de 2021  | Contemporary hit radio     | Geffen                 | [ 64 ]       |
| Estados Unidos | 6 de abril de 2021  | Contemporary hit radio     | Interscope             | [ 65 ]       |
| Itália         | 23 de abril de 2021 | Contemporary hit radio     | Universal Music Itália | [ 66 ]       |